# Лабиринт фавна
«Лабири́нт фа́вна» (исп. El laberinto del fauno) — испано-мексиканский драматический фильм в жанре тёмного фэнтези режиссёра Гильермо дель Торо, который также выступил сценаристом и одним из продюсеров кинокартины. Главные роли исполнили Ивана Бакеро, Сержи Лопес, Марибель Верду, Даг Джонс и Ариадна Хиль.
Действие кинокартины происходит в Испании летом 1944 года, в ранний период деятельности франкистов, спустя пять лет после Гражданской войны. Повествование переплетает реальный мир с мифическим, главный объект которого — заброшенный лабиринт и таинственное существо — фавн, именно с ним знакомится главная героиня Офелия. Её отчим, капитан-фалангист Видаль, охотится на испанских маки, которые борются против франкистского режима, в то время как беременная мать Офелии всё больше заболевает. Офелия встречает нескольких странных волшебных существ, которые устравают ей своего рода серию испытаний. Работая над фантастическими персонажами фильма, создатели использовали и совмещали грим, методы аниматроники и CGI-эффекты для придания максимальной реалистичности на экране.
Дель Торо заявил, что считает эту историю притчей, вдохновлённой сказками. В кинокартине режиссёр рассматривает и продолжает темы, связанные с его более ранним фильмом «Хребет дьявола», для которого, согласно комментарию дель Торо на DVD, «Лабиринт фавна» является духовным наследником. Оригинальное испанское название относится к фавнам римской мифологии, а английские, немецкие и французские названия ссылаются на подобное греческое божество — Пана. Тем не менее, дель Торо в одном из интервью отметил, что фавн в фильме Паном не является.
Премьера фильма состоялась 27 мая 2006 года на Каннском кинофестивале, после которой зрители аплодировали стоя 22 минуты. В широкий прокат фильм был выпущен 11 октября в Испании, 20 октября в Мексике и 30 ноября в России компанией Warner Bros. Pictures. Он получил всеобщее признание критиков, похваливших визуальные эффекты и грим, режиссуру, сценарий, съёмку, музыку, сценографию и игру актёров. Фильм заработал 83 миллиона долларов в мировом прокате и получил множество наград, в том числе три премии «Оскар», три премии BAFTA, включая лучший неанглоязычный фильм, премию «Ариэль» за лучший фильм и премию Хьюго за лучшую постановку. Фильм считается шедевром дель Торо, одним из лучших фэнтезийных фильмов, когда-либо снятых, и одним из величайших фильмов 2000-х, XXI века и всех времён.
Продолжение под названием «3993» было задумано дель Торо, но в конечном итоге отменено. Новеллизация дель Торо и Корнелии Функе была опубликована в 2019 году.

## Сеттинг
Действие фильма разворачивается в двух параллельных мирах. Мрачная реальность Испании времён Гражданской войны переплетается с не менее мрачным волшебным миром, окружающим девочку Офелию. Гильермо дель Торо в интервью подтвердил, что волшебный мир в фильме реален, на что в сюжете есть явные указания, а не является плодом воображения девочки, однако он оставляет за зрителем право на собственную трактовку.

## Сюжет
В предыстории фильма говорится о принцессе Муанне. Прельстившись рассказами о красоте подлунного мира, она сбежала из волшебной страны, потеряла дорогу назад и погибла. Однако её отец-король открыл множество потаённых дверей по всему миру и ждёт, когда его вновь родившаяся дочь вспомнит о своей семье и вернётся домой.
1944 год. Власть Франко утвердилась по всей Испании. Тем не менее, разрозненные группы партизан продолжают борьбу с диктатурой. Для их ликвидации правительство создаёт специальные карательные отряды. Капитан Видаль — глава одного из них. Он и его люди обосновались на старой мельнице в провинциальной глубинке. Видаль жесток, исполнителен и беспощаден ко всем, кроме собственных солдат и людей из светского общества, интересы которых он защищает. Главной его целью является поиск и уничтожение партизанских группировок в горах.
По требованию Видаля к нему приезжает его беременная жена Кармен и вместе с ней её дочь от первого брака — Офелия. Родной отец Офелии погиб на войне. Капитан Видаль удочерил девочку, но не пытался её полюбить. Он хочет только сына и ради этого готов терпеть рядом с собой чужого ребёнка.
В день прибытия в лагерь Видаля Офелия знакомится с его домработницей Мерседес и находит неподалёку от мельницы руины каменного лабиринта. Ночью к Офелии прилетает фея и уводит её в центр лабиринта. Там девочка встречает фавна — древнее магическое существо. Фавн сообщает Офелии, что на самом деле она принцесса Муанна из волшебной страны и что это её второе и последнее рождение в подлунном мире. До наступления полнолуния она может вернуться к своему отцу-королю, но для этого нужно пройти три испытания. На прощание фавн даёт Офелии волшебную книгу, которая должна направлять её.
Первое испытание — спасти зачахшую смоковницу от гигантской жабы, поселившейся в её корнях. Для этого Офелия должна скормить жабе три волшебных камешка.
На следующий день на мельнице планируется встреча важных гостей. Пока светское общество празднует, Офелия тайком сбегает из дома в лес. Волшебная книга указывает ей путь к смоковнице. Пробравшись сквозь трещину в стволе, Офелия уползает по грязному тоннелю к самым корням, где сталкивается с огромной жабой. Взяв одну из мокриц, девочка предлагает её жабе. Та слизывает мокрицу языком с ладони, а вместе с ней и три камешка. После этого жабу выворачивает наизнанку, и она изрыгает склизкую массу, в которой Офелия находит ключ.
В разгар праздника Офелия возвращается на мельницу вся в грязи. Кармен купает девочку в ванной, говорит, что девочка разочаровала её и капитана, и лишает её ужина. Оставшись одна, Офелия открывает волшебную книгу и на страницах проявляется картинка с текстом второго задания.
Второе испытание — проникнуть в расположенное между мирами подземелье и открыть ключом тайник.
Внезапно из соседней комнаты раздаётся крик матери. Страницы книги наполняются кровью. У Кармен начинается сильное кровотечение. Видаль требует позвать доктора. Добродушный доктор Феррейро, в чьи обязанности входит наблюдение за женой капитана, останавливает кровь и даёт Кармен успокоительное. Офелию, по совету доктора, отселяют от матери в другую спальню.
На следующее утро капитан Видаль и его отряд преследуют партизан. В лесу на месте их привала он находит ампулу с антибиотиком и понимает, что повстанцам помогают местные. По возвращении на старую мельницу Видаль конфискует все продукты и медикаменты, запирая их на складе. Мерседес отдаёт капитану ключ от висячего замка, но оставляет один дубликат себе. Ночью она отводит доктора в лагерь партизан. Оказывается, глава партизан — родной брат Мерседес, и она всё это время помогала им, шпионя за Видалем и его подчинёнными.
Ночью приходит фавн, недовольный тем, что принцесса не приступила к выполнению второго задания. Узнав о болезни её матери, фавн даёт Офелии корень мандрагоры. Волшебное растение достаточно поместить в блюдце с молоком, поставить под кровать женщины и ежедневно подкармливать двумя каплями крови. Кармен поправится, а Офелию ничто не будет отвлекать от выполнения заданий.
Перед уходом фавн отдаёт ей волшебный мел, способный открывать потаённые двери, и предупреждает, что существо, с которым та столкнётся — не человек. В подземелье будет много яств и фруктов, но к ним нельзя прикасаться и тем более есть. Выполнить задание ей помогут три феи, которых фавн носит с собой в закрытом тубусе.
Нарисовав мелом на стене дверь, Офелия пробирается в подземелье. В конце коридора она видит большой зал с длинным столом, во главе которого сидит слепое существо — Бледный человек. Его глаза лежат на блюдце. Феи находят три дверцы в стене. Офелия выбирает крайний левый тайник, несмотря на то, что феи указывают на другой, и достаёт оттуда золотой кинжал.
Перед уходом Офелия поддаётся соблазну и съедает несколько виноградин, пренебрегая предостережениями фей. Бледный человек моментально оживает, вставляет глаза в прорези в ладонях и начинает искать девочку. Феи успевают предупредить Офелию об опасности, и отвлекают монстра, пока та убегает, в результате чего две из них оказываются съеденными этим монстром. Бледный человек преследует её, но девочке удаётся сбежать, закрыв дверь перед самым носом чудовища.
Фавн, узнав о трагедии, впадает в ярость. Добытый кинжал его не интересует. Задание провалено. Теперь Офелия уже никогда не вернётся домой. Пригрозив ей тяжёлой жизнью и неизбежной смертью вдали от родного королевства, он уходит.
Утром партизаны пускают под откос поезд. Прибыв на место с отрядом, Видаль узнаёт, что все товары целы. Это был отвлекающий манёвр. В их отсутствие партизаны напали на старую мельницу и ограбили склад. Вернувшись на позиции, Видаль обнаруживает, что часть его людей перебита, склад вскрыт и всё из него украдено. Однако замок на двери не был сломан. Его открыли ключом.
Настигнув группу партизан в лесу, Видаль и его люди расправляются со всеми кроме одного. Его отводят в амбар и долго пытают, после чего вызывают доктора Феррейро. Видаль требует привести пленного в чувство, дабы он мог возобновить допрос. В отсутствие капитана, по просьбе умирающего, Феррейро делает пленному смертельную инъекцию. Вернувшись в амбар и обнаружив мёртвого пленника, Видаль спрашивает доктора, почему тот не подчинился, ведь тем самым он подписал себе смертный приговор. Доктор Феррейро отвечает, что исполняют приказы такие люди, как сам Видаль, после чего уходит и спокойно принимает собственную смерть. Капитан убивает его выстрелом в спину.
Позже Видаль обнаруживает Офелию под кроватью в тот момент, когда она «кормит» корень мандрагоры. Детские игры девочки его раздражают. Мать отчитывает дочь, упрекая её в том, что та не видит реального мира, что жизнь жестока и пора забыть о сказках. В отчаянии Кармен бросает мандрагору в камин. После гибели корня у неё начинаются преждевременные роды, и она вскоре умирает. Капитан получает новорождённого сына, как того хотел, и без особого сожаления хоронит жену. После похорон Офелию готовят к отъезду и на ночь запирают в комнате.
Вызвав к себе Мерседес, капитан предлагает ей выпить, но женщина отказывается. Тогда он посылает её на склад за новой бутылкой. Мерседес, не спросив ключа, уходит. С этого момента Видаль понимает, на чьей она стороне и кто открыл замок для партизан.
Вскоре Мерседес забирает из тайника письма, чтобы отнести их партизанам, и, забрав с собой Офелию, идёт в лес, где их настигает капитан с подчинёнными. Мерседес приводят в амбар и готовят к пыткам, а Офелию запирают в комнате. Только Видаль остаётся с ней наедине. Мерседес перерезает верёвки ножом, спрятанным в складке фартука, и ранит капитана, но далеко ей убежать не удаётся. Погоня настигает женщину на поляне. Только подоспевшее вовремя подкрепление партизан во главе с братом спасает её от гибели.
Всё это время Офелия сидит в комнате одна. Неожиданно появляется фавн и даёт ей последний шанс на спасение. Третье испытание — она должна выкрасть у капитана своего новорождённого брата и принести его в центр лабиринта. Ночью будет полнолуние и это её последний шанс вернуться домой. Офелия сбегает из комнаты, используя волшебный мел. Она подливает в выпивку Видалю успокоительное и пытается незаметно унести младенца, но внезапная атака на мельницу партизан привлекает внимание капитана. Обернувшийся на звук взрыва, он замечает Офелию с ребёнком и преследует её до лабиринта.
Стены расступаются перед девочкой, позволяя ей беспрепятственно достигнуть центра, пока Видаль пытается её отыскать среди каменных коридоров. В центре лабиринта Офелию ждёт фавн с кинжалом в руке. Теперь осталось только пролить каплю крови невинного младенца, чтобы открыть врата в волшебную страну. Офелия отказывается отдать ему брата, даже если это приведёт её к гибели в подлунном мире. Вскоре появляется Видаль. Он видит, что девочка разговаривает с кем-то невидимым, держа в руках его сына. Отобрав ребёнка, капитан стреляет Офелии в живот и уходит.
На выходе из лабиринта Видаля окружают партизаны. Капитан вручает Мерседес младенца, достаёт часы отца и просит в будущем сообщить сыну время его гибели. Мерседес жестоко отклоняет последнюю просьбу тирана, отвечая, что мальчик даже имени его не узнает. Изумлённый Видаль получает пулю в лицо и падает замертво.
В центре лабиринта Мерседес и партизаны находят смертельно раненную Офелию. Склонившись над девочкой, Мерседес напевает ей колыбельную. Внезапно Офелия слышит голос своего настоящего отца — короля волшебного мира — и попадает в роскошный тронный зал. Чудеса, которые она видела, и сказки, в которые верила, оказались правдой. Она действительно принцесса Муанна, правительница сказочной страны. Отец говорит ей, что она свободна от оков земного тела и может по праву занять своё место на троне возле него и королевы. Очутившийся рядом фавн (с тремя живыми феями) подтверждает, что последнее испытание заключалось в том, сможет ли Офелия преодолеть искушение пожертвовать чужой жизнью в угоду себе. Таким образом, пройдя третье испытание, она спасла себя и стала править волшебной страной вместе с родителями.
Умирая на руках у Мерседес, Офелия улыбается в последний раз и становится бессмертной в подземном королевстве. В последней сцене говорится о благополучной судьбе принцессы Муанны и о следах её пребывания в нашем мире, таких, как распустившийся цветок на сухой ветке смоковницы.

## В ролях
| Актёр          | Роль                   |
| -------------- | ---------------------- |
| Ивана Бакеро   | Офелия                 |
| Даг Джонс      | Фавн / Бледный человек |
| Сержи Лопес    | капитан Видаль         |
| Ариадна Хиль   | Ка́рмен                 |
| Марибель Верду | Мерсе́дес               |
| Алекс Ангуло   | доктор Феррейро        |
| Федерико Луппи | король                 |

## Художественные особенности

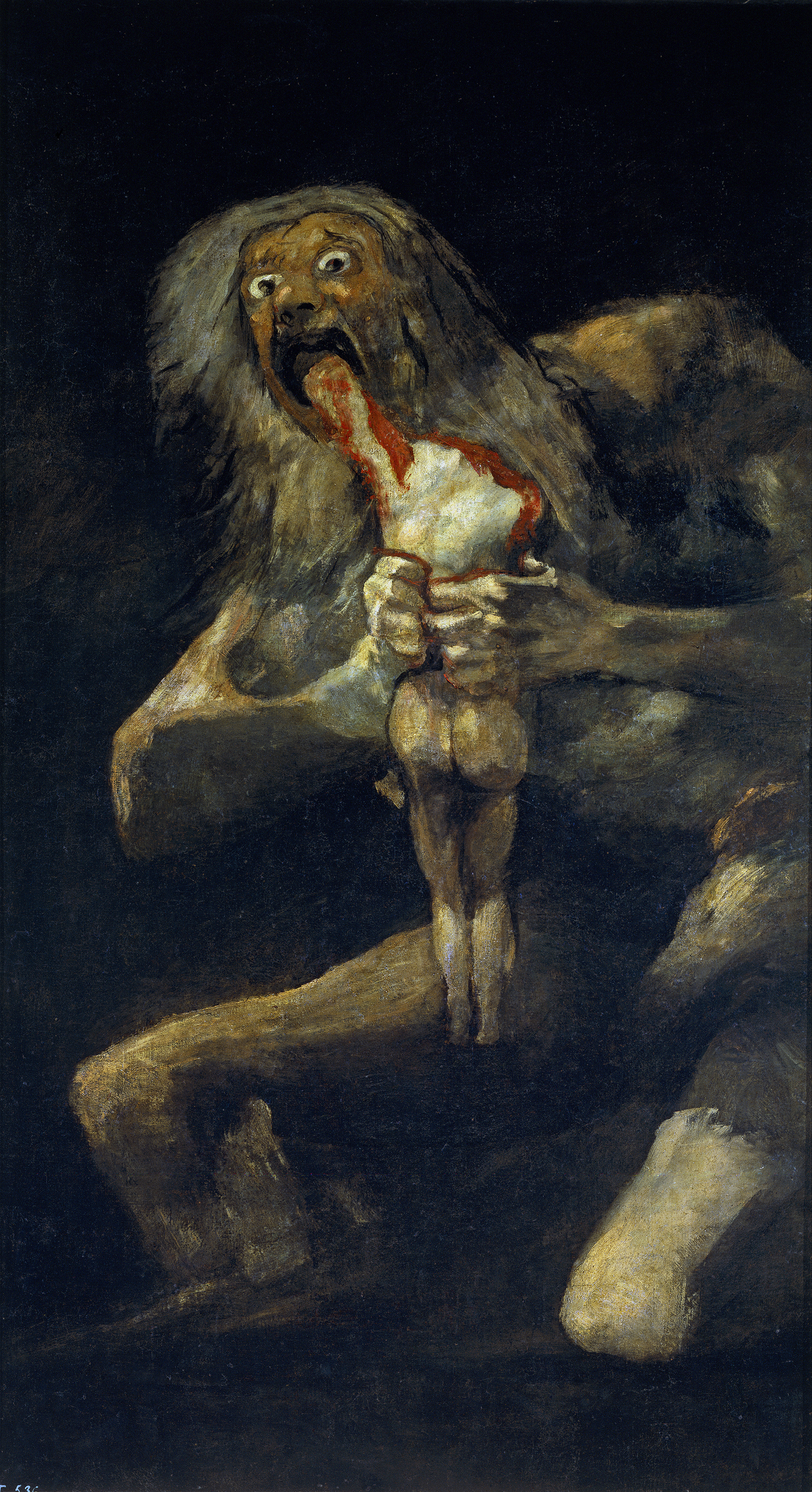
Ф. Гойя. «Сатурн, пожирающий своего сына»

Критики сравнивают фильм «Лабиринт фавна» с книгой Льюиса Кэрролла «Алиса в стране чудес», отмечая при этом, что чудеса в картине Гильермо дель Торо сочетаются с мрачной реальностью франкистского государства. Дель Торо тщательно подошёл к созданию вымышленного мира, в который попадает юная Офелия. По эскизам, нарисованным Карлосом Хименесом, художник-постановщик ленты Эухенио Кабальеро построил уникальные декорации. С помощью камеры своего постоянного оператора Гильермо Наварро режиссёр превратил эти декорации в осязаемый до мельчайших деталей волшебный мир фавна. Дополнительным источником, откуда черпал своё вдохновение дель Торо, стали живописные полотна Франсиско Гойи.
Гильермо дель Торо сказал, что по его замыслу и Бледный Человек, и жаба — это воплощения фавна, который проводит Офелию через череду испытаний для выявления её нравственной цельности. На это намекает то, что в финале появляются все три феи, две из которых ранее, казалось бы, погибли от рук Бледного Человека.

## Производство
- Актёру Дагу Джонсу требовалось четыре часа, чтобы забраться в костюм Бледного Человека. Смотреть Джонсу приходилось через носовые отверстия своего героя, так как на лице персонажа нет глаз.
- Мимика лица фавна не была создана с помощью компьютерной графики. Даг Джонс носил специальный прибор на лице, «считывавший» мимику его лица и управлявший маской фавна[16].
- Во время съёмок в районе была сильная засуха, поэтому съёмочной команде было запрещено использовать холостые патроны, пиротехнику и даже петарды, дабы не устроить пожар. Поэтому все выстрелы, взрывы и т. п. были смонтированы на компьютере[17].

## Прокат
- 7 октября 2006 года на специальном показе фестиваля «Осенняя эйфория» президент ФИПРЕССИ Андрей Плахов представил картину российским зрителям.
- Первой страной, в которой фильм вышел в широкий прокат (11 октября 2006 года), стала Испания.
- В российский широкий прокат «Лабиринт фавна» вышел 30 ноября 2006 года.
- Начало проката фильма в США пришлось на 29 декабря 2006 года.
- В России фильм «Лабиринт фавна» при ограниченном прокате сделал хорошие кассовые сборы — более 750 000 долларов[18]. На волне этого успеха на российские экраны была выпущена более ранняя картина Гильермо дель Торо «Хребет дьявола» (2001), идейно и сюжетно связанная с «Лабиринтом фавна».

## Отзывы
Критики высоко оценили фильм.
На сайте Rotten Tomatoes на основе 241 обзоров фильм имеет общий рейтинг 95 %. На сайте Metacritic фильм получил оценку 98 из 100.
Премьера фильма на Каннском кинофестивале завершилась 22-минутной овацией критиков и зрителей.
Фильм был также встречен овацией после показа на Кинофестивале в Торонто.
Кинокритик The Observer Марк Кермод назвал «Лабиринт фавна» лучшим фильмом года. В августе 2007 года Роджер Эберт дал фильму четыре звезды из четырёх и поместил в свой список лучших фильмов. Когда он составлял список лучших фильмов 2006 года, то поместил «Лабиринт фавна» на первое место.
Фильм занял 5-е место в списке журнала Empire «100 лучших фильмов мирового кинематографа», составленном в 2010 году.

## Награды и номинации
- Три премии «Оскар» 2007 года за лучшую операторскую работу (Гильермо Наварро), лучшую работу художника-постановщика (Эухенио Кабальеро и Пилар Ревуэльта) и лучший грим (Монтсе Рибе). Всего номинировался в шести категориях. В номинациях «лучший оригинальный сценарий», «лучший фильм на иностранном языке» (представлял Мексику) и «лучшая музыка» лента уступила другим картинам.
- Номинант Каннского кинофестиваля 2006 года.
- Номинант на премию «Золотой глобус» 2007 года в категории «Лучший фильм на иностранном языке».
- Три премии BAFTA в номинациях «лучший фильм на иностранном языке», «лучшая работа художника по костюмам» и «лучший грим».
- Лучший фильм 2006 года по версии Альянса женщин-киножурналистов (The Alliance of Women Film Journalists).
- Номинирован на испанскую кинопремию «Гойя» в 13 категориях, в том числе «Лучший фильм», «Лучший режиссёр», «Лучшая мужская роль», «Лучшая женская роль», «Лучший оригинальный сценарий».
- Гран-при Международного фестиваля фантастических фильмов Fantasporto 2007 года.
- Ариадна Хиль номинирована на испанскую премию Годой в категории «Лучшая актриса второго плана».
- Лауреат премии «Сатурн» 2007 года в категории «Лучший фильм на иностранном языке».
- Ивана Бакеро получила премию «Сатурн» 2007 года в номинации «Лучший молодой актёр или актриса».
- Гильермо дель Торо получил премию «Небьюла» в категории «Лучший сценарий».

## Отменённое продолжение
В ноябре 2007 года дель Торо подтвердил, что продолжение под названием «3993» находится в производстве. Тем не менее, дель Торо отказался от проекта, чтобы снять «Хеллбоя 2: Золотую армию».

## Новеллизация
В 2019 году вышла новеллизация фильма, написанная писательницей Корнелией Функе (Гильермо дель Торо указан соавтором как автор оригинальной истории). В книге, в отличие от фильма, двусмысленность и простор для трактовок отсутствует, и все чудеса показаны как полностью настоящие.